# マルクス・フォルス
マルクス・フォルス（Marcus Forss 、1999年6月18日 - ）は、フィンランド・トゥルク出身の同国代表プロサッカー選手。ミドルスブラFC所属。ポジションはFW。

## 経歴

### クラブ
フィンランド国内のクラブでプレーをはじめ、13歳の時にイギリスに渡航しウェスト・ブロムウィッチ・アルビオンFCの下部組織に入団。2015年にクラブとスカラシップを結んだが、2017年5月に退団した。
その後、ブレントフォードFCと契約を結び、Bチームでのプレーを経て2018-19シーズンよりトップチームに昇格した。2019年9月2日、AFCウィンブルドンに1シーズン期限付き移籍。
2022年1月31日、ハル・シティAFCへレンタル移籍。

### 代表
U-17年代からフィンランド代表に選出されている。U-19代表チームではキャプテンを務めたが、地元開催だったUEFA U-19欧州選手権2018は所属クラブの事情により参加は叶わなかった。
2020年11月に初めてフル代表に召集され、同月開催のフランス代表とのフレンドリーマッチでデビューを飾った。さらに代表初ゴールとなる先制点も決め、2-0の勝利に貢献した。

## 人物
祖父は元フィンランド代表サッカー選手のライネル・フォルス。実父のテロ・フォルスもFCインテル・トゥルクなどでプレーした元サッカー選手。